# NGC 988
NGC 988 je galaksija u zviježđu Kit.

## Vanjske poveznice
- SEDS: NGC 988